# Hồng Dương
Hồng Dương là một xã thuộc huyện Thanh Oai, thành phố Hà Nội, Việt Nam. Xã Hồng Dương gồm 7 thôn: Hoàng Trung, Tảo Dương, Ba Dư, Mạch Kì, Phương Nhị, Ngô Đồng, Ngọc Đình.

## Di tích lịch sử
Đền Hoàng Trung thuộc xã Hồng Dương là di tích lịch sử văn hóa thờ hai vị tướng nhà Đinh là Cao Y và Lưu Cơ đã có công dẹp loạn 12 sứ quân, lập ra làng Hoàng Trung.
Đình Tảo Dương là một ngôi đình cổ được kiến tạo năm 1545, là nơi thờ tự tứ vị thành hoàng thời Đinh: Hoàng Tế đại vương, được vua Đinh Tiên Hoàng phong làm quan Thái úy. Trần Tuệ đại vương con ông Trần Kính, được vua Đinh phong làm "Thái phó đại tướng quân". Trần Minh đại vương là anh em sinh đôi của ông Trần Tuệ, được phong làm "Tham tán binh sự tướng quân". Hoàng Hựu đại vương (còn gọi là Nguyễn Hựu) là người Tảo Dương, con cụ Nguyễn Quang và cụ Đặng Thị Minh được vua Đinh phong làm "Điều sát binh sự tướng quân".